# حزب اروپایی (قبرس)
حزب اروپایی (Ευρωπαϊκό Κόμμα) حزبی سیاسی در قبرس است.
حزب در سال ۲۰۰۵ تأسیس شد.
در انتخابات مجلس ۲۰۰۶ حزب ۲۴ ۱۹۶ رای (۵.۸%, ۳ کرسی) دریافت کرد.
سازمان جوانان حزب Νεολαία Ευρωπαϊκό Κόμμα است.